# Non-interpolazioni occidentali
Le "non-interpolazioni occidentali" sono alcune lezioni del Nuovo Testamento presenti nei manoscritti del tipo testuale occidentale che sono più corte delle corrispondenti lezioni degli altri tipi testuali neotestamentari. Il termine fu coniato da Fenton John Anthony Hort.
Tra i vari tipi testuali, quello alessandrino è generalmente quello più sintetico, mentre quello occidentale è caratterizzato in alcuni passaggi da accrescimenti e parafrasi (il tipo testuale bizantino è un misto dei due). Ciononostante, in alcuni passaggi, detti appunto "non-interpolazioni occidentali", il testo occidentale è caratterizzato dall'essere più corto.
A partire dal XVIII secolo gli studiosi hanno iniziato a preferire le lezioni più brevi (lectio brevior) a quelle più lunghe, considerandole quelle autentiche. Già Brooke Foss Westcott e Fenton John Anthony Hort, nella loro pubblicazione The New Testament in the Original Greek (1882), seguirono in quasi tutti i casi il tipo testuale alessandrino, ma con delle eccezioni che includerono le non-interpolazioni occidentali; infatti, secondo Westcott e Hort, in alcune rare occasioni i testimoni occidentali avevano conservato la lezione originale, a differenza di tutti gli altri testimoni.

## Non-interpolazioni occidentali comunemente accettate
- Matteo 27,49[3] – ἄλλος δὲ λαβὼν λόγχην ἒνυξεν αὐτοῦ τὴν πλευράν, καὶ ἐξῆλθεν ὖδορ καὶ αἳμα («l'altro prese la lancia e gli colpì il fianco e subito ne uscì acqua e sangue»), lezione derivata da Giovanni 19,34[4] – si trova in א, B, C, L, U, Γ, 1010, 1293, syrpal, ethmss, ma è omesso da tutti gli altri testi, inclusi A, D, E, F, G, H, K, M, S, W, Δ, Θ, Σ, 090, Byz, it, vg, syrcur, copsa, copbo, arm, geo); è assente anche da Minuscolo 892, testimone tardo del tipo testuale alessandrino
- Luca 22:19b-20[5] – τὸ ὑπὲρ ὑμῶν διδόμενον... τὸ ὑπὲρ ὑμῶν ἐκχυννόμενον («che è dato per voi [...] che è versato per voi»), omesso da D, a, (b ed e hanno un ordine differente delle parole) d, ff2, i, l (syrcur omette solo il versetto 20)
- Luca 24,3[6] – τοῦ κυρίου Ἰησοῦ («del signore Gesù»), omesso da D, a, b, D, e, ff2, l, r1, (579, 1071, 1241, syrcur hanno του Ιησου ma omettono κυριου)
- Luca 24,6[7] – οὐκ ἔστιν ὢδε, ἀλλ(ὰ) ἠγέρθη («Egli non è qui, ma è risuscitato»), omesso da D, E, a, b, ff2, l, r1, armmss, geoB
- Luca 24,12[8] – verso interamente omesso da D, E, a, b, d, l, r1
- Luca 24,36[9] – καὶ λέγει αὐτοῖς εἰρήνη ὑμῖν («e disse: "Pace a voi!"»), omesso da D, E, a, b, d, ff2, l, r1
- Luca 24,40[10] – καὶ τοῦτο εἰπὼν ἔδειξεν αὐτοῖς τὰς χειρᾶς καὶ τοὺς πόδας («E, detto questo, mostrò loro le mani e i piedi.»), omesso da D, E, a, b, d, ff2, l, r1, syrsin, syrcur
- Luca 24,51[11] – καὶ ἀνεφέρετο εἰς τὸν οὐρανόν («e fu portato su nel cielo»), omesso da א*, D, a, b, d, e, ff2, l, (hiat r1), sin (syrcur) geo1
- Luca 24,52[12] – προσκυνήσαντες αὐτὸν («dopo averlo adorato»), omesso da D, E, a, b, d, ff2, l (hiat r1), sin (syrcur), geo2

## Altre possibili non-interpolazioni occidentali
- Matteo 6,15[13] – τὰ παραπτώματα αὐτῶν («le loro offese»), omesso da א D 1-118-205-209-1582, 22, 892*, a, aur, c, ff1, g1, syrh
- Matteo 9,34[14] – οἱ δὲ Φαρισαῖοι ἔλεγον ἐν τᾡ ἂρχωντι τῶν δαιμονίων ἐκβάλλει τὰ δαιμόνια («Ma i farisei dicevano: "Egli scaccia i demòni con l'aiuto del principe dei demòni".»), omesso da D, a, d, k, sin, Ilario (hiat e syrcur)
- Matteo 13,33[15] – ἐλάλησεν αὐτοῖς omesso da D, d, (k), sin, syrcur
- Matteo 21,44[16] – intero versetto omesso da {\displaystyle {\mathfrak {P}}}104, D, 33, a, b, d, e, ff1, ff2, r1, syrsin, Ireneo di Lione (lat), Origene
- Matteo 23,26[17] – καὶ τῆς παροψίδος («e del piatto»), presente in: B, C, L, W, 33, Byz, cop; ma omesso da D, Q, 1-118-209-1582, 700, a, d, e, ff1, r1, sin, geo, Ireneo di Lionelat, Clemente (hiat, b, syrcur)
- Marco 10,2[18] – προσελθοντες Φαρισαιοι («i farisei vennero»), o προσελθοντες οι Φαρισαιοι (ordine delle parole variabile), omesso da D, a, b, d, k, r1, syrsin (syrcur)
- Marco 14,39[19] – τὸν αὐτὸν λόγον εἰπών («dicendo le medesime parole»), omesso da D, a, b, c, d, ff2, k, (syrcur)
- Luca 5,39[20] – intero versetto omesso da D, a, b, c, d, e, ff2, l, r1 (syrsin syrcur)
- Luca 10,41-42[21] – invece μεριμνας και θορυβαζη περι πολλα, ολιγων (ενος) δε εστιν χρεια Μαριαμ γαρ («tu ti affanni e sei agitata per molte cose, ma una cosa sola è necessaria») ha solo θορυβαζη («preoccupata») con (D ha Μαριαμ) (a, b, d, e, ff2, i, l, r1, syrsin, Ambrogio omette θορυβαζη)
- Luca 12,21[22] – intero versetto omesso da D, a, b, d
- Luca 22,62[23] – intero versetto omesso da (0171 non sembra lasciare spazio sufficiente) a, b, e, ff2, i, l, r1
- Luca 24,9[24] – απο του μνημειου («dal sepolcro»), omesso da D, a, b, c, d, e, ff2, l, r1, arm, geo
- Giovanni 4,9[25] – ου γαρ συγχρωνται Ιουδαιοι Σαμαριταις («Infatti i Giudei non hanno rapporti con i Samaritani»), omesso da א*, D, a, b, d, e, j, copfay

## Brani extra-evangelici
- Lettera ai Romani 6:16[26] – εις θανατον (for death) omesso da D, 1739*, d, r, am, pesh, sa, armmss, Ambrosiaster
- Romani 10:21[27] – και αντιλεγοντα («e ribelle»), omesso da F, G, g, Ambrosiaster, Ilario di Poitiers
- Romani 16:20[28] – η χαρις του κυριου ημων Ιησου (Χριστου) μεθ υμων omesso («La grazia del Signor nostro Gesù Cristo sia con voi»), da D*vid, F, G, d, f, g, m, bodl Ambrosiaster Pelagioms
- Romani 16:25-27[29] – versetti omessi da F, G, 629, d**?, g, goth?, Girolamomss
- Prima lettera ai Corinzi 15:3[30] – ο και παρελαβον («anch'io ho ricevuto»), omesso da b, Ambrosiaster, Ireneo di Lionelat, Tertulliano?
- 1Corinzi 15:15[31] – ειπερ αρα νεκροι ουκ εγειρονται («se è vero che i morti non risorgono»), omesso da D, a, b, r, bam, ful**, harl*, kar, mon, reg, val*, pesh, Ambrosiaster, Ireneo (lat), Tertulliano?
- Seconda lettera ai Corinzi 10:12-13[32] – ου συνιασιν. ημεις δε omesso («mancano di intelligenza. Noi invece»), by D*, F, G, a, b, d, f, (429?) Ambrosiaster
- Prima lettera a Timoteo 5:19[33] – εκτος ει μη επι δυο η τριων μαρτυρων («senza la deposizione di due o tre testimoni»), omesso da b, Ambrosiaster, Pelagio, Cipriano

## Influenza sulle edizioni del Nuovo Testamento
Le non-interpolazioni occidentali non furono incluse nel testo principale dell'edizione Westcott-Hort (1881), ma furono poste nelle note a piè di pagina. Lo stesso avvenne per le successive edizioni di Nestle e Nestle-Aland.
Nel 1968, «il comitato editoriale (o più precisamente la sua maggioranza) decise di abbandonare le teorie di Westcott-Hort e le non-interpolazioni occidentali». Da quell'anno sono incluse nel testo principale ma segnate con parentesi quadre.